# Одесское культурно-просветительное училище
Одесское культурно-просветительное училище (1939  —  1997)   —  среднее специальное учебное заведение Одессы.

## Историческая справка
В 1939 году на базе Политпросветшколы был основан Одесский техникум политического просвещения.
В 1946 году техникум политпросвещения был переименован в Одесский техникум культурно-просветительных работников.
В 1961 году решением Министерства культуры СССР техникум был преобразован в Одесское культурно-просветительное училище с двумя отделениями: библиотечным и клубным, которое готовило организаторов культурно-массовой работы. С 1962 года в училище  стало работать хореографическое отделение, а с 1975 года - отделение народного хорового пения.
В 1990 году решением Министерства культуры Украинской ССР училище было переименовано в Одесское училище культуры.
В 1997 году была проведена реорганизация заведений культуры Одессы.
Часть расформированного Одесского училища культуры была присоединена к бывшему Одесскому художественно-театральному училищу имени М. Б. Грекова, созданному на базе театрально-художественного и художественного училищ Одессы. Хореографическое отделение и отделение хорового пения было присоединено к Одесскому музыкальному училищу имени К. Ф Данькевича, которое стало называться Одесским училищем искусств и культуры.

## Выпускники
Среди выпускников Одесского культурно-просветительного училища: заведующая  библиотекой из Арциза Е. Марцинюк , писатель, режиссер  и культуролог И. Рудяк , хореограф с Измаила Г. Смирнова ,  актриса Одесского театра юного зрителя Е. Шаврук  и другие.

## Известные преподаватели
В училище работали: заслуженный артист Украинской ССР, театральный деятель, режиссер Н. Зайцев , заслуженный деятель искусств Украины, композитор В. Власов, композитор и баянист В. Дикусаров, народный артист РСФСР Н. Орлов.